# Rodmond Beach
Rodmond Beach est un joueur de tennis américain de la fin du XIXe siècle et du début du XXe siècle.
Il a remporté l'US Men's National Championship : en double mixte en 1890 (avec Mabel Cahill) . 

## Palmarès (partiel) Rodmond Beach

### Titres en simple
Non connu

### Finales de simple perdues
Non connu

### Titres en double
Non connu

### Finales de double perdues
Non connu

### Titres en double mixte
|   | Date | Nom et lieu du tournoi               | Cat.      | ($) | Surf.        | Partenaire   | Finalistes                | Score         |          |
| 1 | 1890 | US Women's National Champ’s, Newport | G. Chelem | 0   | Herbe (ext.) | Mabel Cahill | Bertha Townsend C. T. Lee | 6-2, 3-6, 6-2 | Parcours |

### Finales en double mixte
|   | Date | Nom et lieu du tournoi               | Cat.      | ($) | Surf.        | Vainqueurs                   | Partenaire      | Score    |          |
| 1 | 1892 | US Women's National Champ’s, Newport | G. Chelem | 0   | Herbe (ext.) | Mabel Cahill Clarence Hobart | Elisabeth Moore | 6-1, 6-3 | Parcours |

## Parcours enGrand Chelem(partiel)

### En simple
Parcours non connu

### En double
Non connu